# Oti (rijeka)
Oti (naziva se i Pendjari) je rijeka u zapadnoj Africi. Rijeka izvire kao Pendjari u sjeverozapadnom dijelu Benina u planinama Atakor. Utječe u Togo gdje se naziva Oti, zatim protječe kroz Ganu, te se ulijeva u jezero Volta. U dijelu svog toka čini međunarodnu granicu između država Benin i Burkina Faso, te između Gane i Toga.

## Nacionalni parkovi
Rijeka Oti teče kroz nacionalni park Pendjari u Beninui nacionalni park Oti-Kéran u Togou.

## Vanjske poveznice
|  | Zajednički poslužitelj ima još gradiva o temi Oti (rijeka) |